# Fils de forçat
Pour plus de détails, voir Fiche technique et Distribution.
Fils de forçat (titre original : Beyond This Place) est un film britannique en noir et blanc réalisé par Jack Cardiff, sorti en 1959.
Il s'agit de l’adaptation du roman d'A. J. Cronin, L'Épée de justice (1950).

## Synopsis
Paul Mathry revient à Liverpool après vingt ans passé aux États-Unis. Il découvre que son père, qu'il croyait mort en héros à la guerre, est en fait en prison pour meurtre. Paul entreprend de mener sa propre enquête pour prouver l’innocence de son père.

## Fiche technique
- Titre original : Beyond This Place
- Titre français: Fils de forçat
- Titre belge francophone : Erreur judiciaire
- Scénario : Kenneth Hyde et Ken Taylor (en), d'après le roman L'Épée de justice d’A. J. Cronin (1950)
- Cadreur : Ronnie Taylor
- Direction artistique : Ken Adam
- Photographie : Wilkie Cooper
- Montage : Ernest Walter
- Musique : Douglas Gamley
- Producteur : Maxwell Setton et John R. Sloan
- Société de production : Georgefield Productions
- Sociétés de distribution : 
  - Renown Pictures Corporation
  - Allied Artists Pictures Corporation
- Pays de production :  Royaume-Uni
- Langue d'origine : anglais britannique
- Format : noir et blanc — 35 mm — 1,37:1 — son : mono (RCA Sound Recording)
- Genre : Policier
- Durée : 90 minutes
- Dates de sortie : 
  - Royaume-Uni : 28 avril 1959 (Londres)
  - États-Unis : 18 octobre 1959
  - France : 25 mai 1960
- Affiche : Boris Grinsson (France)

## Distribution
- Van Johnson : Paul Mathry
- Vera Miles : Lena Anderson
- Emlyn Williams : Enoch Oswald
- Bernard Lee : Patrick Mathry
- Jean Kent : Louise Burt
- Moultrie Kelsall : l'inspecteur principal Dale
- Leo McKern : McEvoy
- Ralph Truman : Sir Matthew Sprott
- Geoffrey Keen : le gouverneur de prison
- Jameson Clark : Swann
- Rosalie Crutchley : Ella Mathry
- Oliver Johnston : Prusty
- Joyce Heron (en) : Lady Catherine Sprott
- Anthony Newlands : Dunn
- Vincent Winter : Paul Mathry (comme un garçcon)
- Henry Oscar : Alderman Sharpe
- John Glyn-Jones : Magistrate
- Hope Jackman : Mme Hanley
- Michael Collins : le sergent de police Trevor
- Danny Green : Roach